# Vicente López y Planes

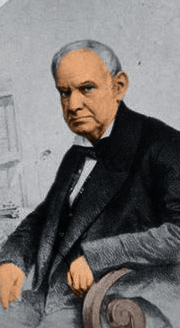
Vicente López y Planes

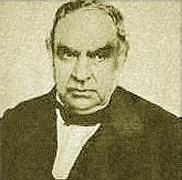
Vicente López y Planes (1816)

Alejandro Vicente López y Planes (* 3. Mai 1784 oder 1785 in Buenos Aires; † 10. Oktober 1856 ebenda) war ein argentinischer Schriftsteller und von Juli bis August 1827 Präsident der Vereinigten Provinzen des Río de la Plata, dem späteren Argentinien.

## Leben
López schrieb den Text "Oíd, Mortales" ("Hört, Sterbliche"), welcher am 10. Mai 1813 zur argentinischen Nationalhymne wurde.
Er nahm aktiv an der Mai-Revolution von 1810 teil, war Sekretär des ersten argentinischen Triumvirats, Abgeordneter der Generalversammlung von 1813 sowie provisorischer Präsident Argentiniens nach dem Rücktritt von Bernardino Rivadavia im Jahr 1827. Darüber hinaus war er Minister unter Manuel Dorrego und nach dem Fall des Diktators Rosas 1852 als Gouverneur der Provinz Buenos Aires de facto erneut provisorisches Staatsoberhaupt.
Außerdem schrieb er eine Vielzahl von Gedichten mit patriotischem Charakter.
López y Planes wurde auf dem Friedhof La Recoleta in Buenos Aires beigesetzt.
Richard Ludloff veröffentlichte 1910 einen ausführlichen Lebenslauf. López y Planes ist Vater des Journalisten und Politikers Vicente Fidel López.

## Ehrungen
Die Vorstadt Vicente López im gleichnamigen Partido Vicente López (Provinz Buenos Aires) wurde nach ihm benannt.

## Werke
- El triunfo argentino. Poema heroico. Real Imprenta de los Niños Expósitos, Buenos Aires 1808. (Edición facsimilar: Instituto Cultural de la Provincia de Buenos Aires; Comisión Provincial del Bicentenario, La Plata 2007, ISBN 978-987-1245-32-1).